# Famous in a Small Town
«Famous in a Small Town» —en español: «Famoso en un pequeño pueblo»— es una canción escrito por Travis Howard y coescrita y grabada por la cantante de música country Miranda Lambert. Fue lanzado en abril de 2007 como el segundo sencillo de su álbum Crazy Ex-Girlfriend. Fue el segundo Top 20 hit de Lambert la lista Billboard Hot Country Songs. Fue nominado para el Premio Grammy a la mejor interpretación vocal country femenina en 2008.
La canción ocupó el puesto número 40 50 Best Country Songs of 2007 según The 9513.

## Contenido
«Famous in a Small Town» es una canción a medio tiempo en la tonalidad de Si mayor respaldo con la guitarra acústica. El narrador describe las simplicidades de la vida en un pequeño pueblo, donde todos se conocen y nadie tiene que tener su cara en una revista para ser famoso. Por lo tanto, todo el mundo muere «famous in a small town» (En español: «famoso en un pequeño pueblo»).

## Video musical
Un video musical fue lanzado para la canción, dirigido por Trey Fanjoy. El video muestra a Lambert cantando en una plaza de la ciudad, Lebanon, Tennessee mezclado con escenas de Shelbyville, Tennessee. El vídeo de representa la vida cotidiana de las personas en una pequeña ciudad, que incluye un comedor y de la escuela secundaria; todas estas escenas son fusilados en blanco y negro. Lambert también se ve tocando la guitarra y cantando en una alfombra roja con flashes de las cámaras, señales de neón y su banda, para contrastar la imagen pequeña ciudad con, y se disparó en el color en lugar de blanco y negro. Este es su segundo vídeo que se rodará en blanco y negro y en color, después de «New Strings» en 2006. Según las propias palabras de Lambert, «Famous in a Small Town is really, (really) how it was growing up in Lindale» (En español: «Famoso en un pequeño pueblo es realmente, (realmente) la forma en que estaba creciendo en Lindale»).
El vídeo musical alcanzó el primer lugar Top 20 Countdown de CMT para la semana del 16 de agosto de 2007.

## Versiones de otros artistas
Una versión acústica con letras en Drents dialecto (llamado Op 'n dorp is iederiene 'n beroemdheid) fue escrito y grabado por el cantante holandés Daniël Lohues e incluyó en su álbum de 2010 Allennig IV.

## Rendimiento en las listas
«Famous in a Small Town» debutó en el número 54 en la lista Billboard Hot Country Songs de Estados Unidos para la semana del 7 de abril de 2007. Después de 33 semanas en la lista, que alcanzó el puesto número 14 el 17 de noviembre de 2007.
| Listas (2007)                      | Mejor posición |
| ---------------------------------- | -------------- |
| Estados Unidos (Billboard Hot 100) | 87             |
| Estados Unidos (Hot Country Songs) | 14             |

### Posición fin de año
| Listas (2007)                            | Posición |
| ---------------------------------------- | -------- |
| Estados Unidos Country Songs (Billboard) | 57       |